# Colonia Lapin
Colonia Lapin è un insediamento situato vicino alla città di Rivera, nella regione sud-occidentale della provincia di Buenos Aires, Argentina, nella municipalità di Adolfo Alsina.

## Storia
Immigranti ebrei fondarono Colonia Lapin il 6 novembre 1919. Colonia Lapin fu colonizzata originariamente da venticinque famiglie provenienti da Colonia Esmeralda (Bernasconi) nella provincia di La Pampa, trasferitesi a causa delle condizioni sfavorevoli, date dal clima e dalla mancanza di acqua potabile. A realizzare questa colonizzazione fu Eusebio Lapin, il direttore dell'Associazione per la colonizzazione ebraica, che aveva ascoltato le sofferenze di questi coloni. Egli riuscì ad acquistare 36 miglia quadrate (93 km²) di terra dal barone Maurice de Hirsch di Estación Rivera da cedere ai coloni. In cambio, le famiglie diedero al Barone una quota delle colture. La colonia fu originariamente registrata come Phillippson n. 3, ma i suoi primi coloni completarono le procedure per chiamarla "Colonia Lapin", per riconoscenza e gratitudine a Eusebio Lapin.
Nel 1921 arrivarono altre famiglie e la colonia cominciò a prendere vita. Quando fu installata la colonia, non esistevano servizi o commerci. Entro il 1921 le crescenti esigenze economiche, sociali e spirituali portarono alla creazione di diverse istituzioni come una scuola primaria, la scuola ebraica, la sinagoga e un centro artistico/teatro/libreria.
Sebbene “Colonia Lapin” ancora rimanga, la maggior parte delle residenze sono state abbandonate e molte delle fattorie sono state consolidate. Il teatro esiste ancora ed è stato eretto un monumento dedicato alle famiglie fondatrici.